# Gumball Watterson
Gumball Watterson este unul dintre personajele principale din serialul Uimitoarea lume a lui Gumball. El este o pisică albastră în vârstă de 12 ani care locuiește în orașul Elmore.